# 吉姆·阿科斯塔
阿比利奥·詹姆斯·“吉姆”·阿科斯塔（英語：Abilio James "Jim" Acosta，1971年4月17日—），美国有线电视新闻网驻白宫首席记者。

## 早年
阿科斯塔在弗吉尼亚州长大，父亲是古巴难民，11岁时于古巴导弹危机前夕逃往美国，母亲有着爱尔兰和捷克血统。阿科斯塔1989年在弗吉尼亚州安嫩代尔的公立高中毕业。1993年，获詹姆斯麦迪逊大学大众传播学士学位，辅修政治学。在学校时，阿科斯塔是学生广播电台WXJM的志愿者，还为当地电台WSVA当记者。

## 新闻生涯
阿科斯塔的职业生涯起步于电台，第一份工作是在华盛顿特区的WMAL。1994年，他离开WMAL进军电视界，担任WTTG-TV的桌面助理。1995年，阿科斯塔走到镜头前，成为田纳西州诺克斯维尔WBIR-TV的记者和代班主持，直到1998年离职。
1998年到2000年，阿科斯塔出任达拉斯KTVT-TV。2000年到2001年，担任芝加哥WBBM-TV记者。2001年到2003年，担任CBS新闻Newspath服务记者。2003年到2007年3月，出任CBS新闻记者，一开始驻扎于纽约，后搬到亚特兰大。
在CBS新闻，阿科斯塔报道了2004年大选民主党候选人约翰·克里竞选活动、伊拉克战争巴格达战事及飓风卡特里娜。2007年4月，阿科斯塔加入有线电视新闻网。次日，阿科斯塔报道2008年大选民主党候选人贝拉克·奥巴马及希拉里·克林顿竞选活动，频繁担任有线电视新闻网周末政治节目《Ballot Bowl》主持人。后来他加入《美国早安》（American Morning）出任记者，为电视台报道2010年中期选举。
2012年2月，有线电视新闻网将阿科斯塔提拔为国家政治记者。期间，他以电视网首席记者的身份报道2012年大选共和党候选人米特·罗姆尼。当时，他也是电视网的白宫高级记者。2015年11月，在全国电视转播的记者会上，阿科斯塔就政府破坏恐怖组织伊斯兰国的政策质问总统奥巴马，他问：“我们为什么不把这些混蛋灭掉？”
2016年3月，阿科斯塔前往古巴，报道奥巴马总统历史性首访该国。奥巴马和古巴共产党第一书记劳尔·卡斯特罗罕见地召开记者会时，阿科斯塔直接询问古巴的人权状况。
2018年1月9日，阿科斯塔晋升为白宫首席记者。

### 与特朗普针锋相对
2016年5月，在全国转播的记者会上，大选共和党候选人唐纳德·特朗普大赞阿科斯塔“非常帅气”。当时，阿科斯塔在问特朗普处理审查的能力，特朗普打断他，说：“抱歉，打断一下，我在电视上见过你，你非常帅！”
2017年1月11日，特朗普当选总统后首次举行记者会，阿科斯塔想问特朗普俄罗斯的问题。然而，特朗普点了其他记者，并大骂阿科斯塔和有线电视新闻网制造“假新闻”。
2017年8月2日，阿科斯塔在白宫记者会上和白宫高级政策顾问斯蒂芬·米勒，就特朗普政府支持移民改革促进就业法案激烈辩论。《外交政策》认为这次交锋为有线电视新闻网反对特朗普政府，“奠定了阿科斯塔大反派的无可争议形象”。

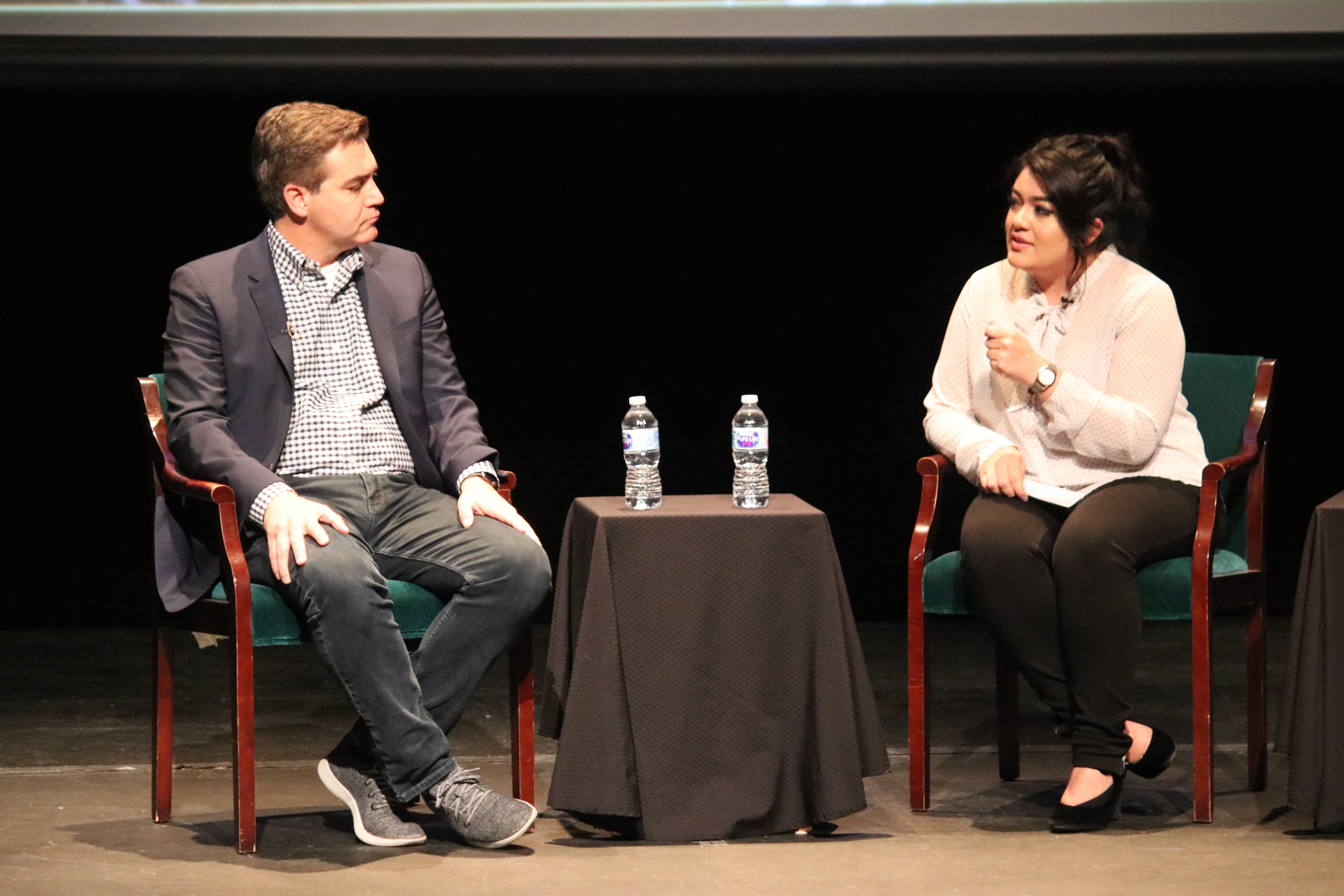
阿科斯塔在圣何塞州立大学分享他在特朗普记者会上的经历。

2018年8月2日，凯特兰·科林斯被白宫禁足记者会，特朗普发表“假新闻媒体是美国人民的敌人”言论后不久，阿科斯塔问白宫新闻秘书莎拉·桑德斯要不要和总统言论保持距离。莎拉既没不反对也不支持言论，还反对媒体对她自己的对待。阿科斯塔被许多自由派政客表扬，同时也有不少的保守派抨击他。许多组织（比如联合国和美洲人权理事会）在批评特朗普破坏新闻自由时，也会拿这件事当例子。
2018年11月7日，阿科斯塔在中期选举结束后的白宫记者会上，和总统特朗普展开激烈争吵。特朗普表示：“我想告诉你，有线电视新闻网自己应该为有你这样的人替他们工作感到羞耻”，“你这人粗鲁、糟糕，你不应该为有线电视新闻网工作”。新闻秘书莎拉·桑德斯认为，阿科斯塔“把手伸向了正在履行白宫实习生指责的年轻女子身上”。事件视频显示，阿科斯塔放低了空着的手，阻挡实习生拿走麦克风，一边说“抱歉，女士”，一边拉着她的胳膊。之后，阿科斯塔的记者证及特勤局颁发的白宫进入安全许可证被暂停，“直至另行通知”。
有线电视新闻网针对事件发表声明，称这是“对阿科斯塔挑战性提问的报复”。桑德斯被指撒谎，提供“提供“欺诈性指控，引述从未发生过的事件”。翌日，白宫发布一段被有线电视新闻网认为篡改过的视频。视频和支持特朗普的Infowars阴谋论者保罗·约瑟夫·沃森所发布的视频雷同，大多数人认为视频是相对浅薄的“明显造假”，可能巧妙地被故意剪辑成展示两人短暂接触，持续时间增长，侵略性更加明显。剪辑分析师发现，视频的第13帧到第15帧出现了停滞，三帧定格在了同一个画面，阿科斯塔放低手臂的动作被压缩。沃森声称自己没有改过视频，视频取材于每日连线的GIF动图，被他增加了放大的回放画面后，重新压缩成MP4文件后转发。
阿科斯塔被禁足白宫。翌日，CNN积极力求恢复阿科斯塔的访问权，同时做出打官司的准备。该电视台的新闻报道援引媒体法律教授约瑟夫·彼得斯（Jonathan Peters）的观点，认为“第一修正案规定记者有权进入对公众关闭，但普遍向媒体开放的地方，这种权利不能被随意剥夺，而不给出令人信服的理由。”另一位言论自由诉讼律师弗洛伊德·艾布拉姆斯表示：“CNN或许不愿意提一场‘CNN诉唐纳德·特朗普’的诉讼，那就是说，没错，我认为他们应该起诉。”特朗普认为阿科斯塔的行为可以说“远超于你所了解的可怕”。至于短片，特朗普表示：“他们拿出一个特写镜头，那可没有篡改过。”白宫法律顾问团凯莉安·康威认为短片未经修改，但速度加快，她认为“视频经篡改是过度描述，好像我们把别人的手臂放在那里一样”。
2018年11月13日，CNN和阿科斯塔委托律师在美国哥伦比亚特区联邦地区法院起诉特朗普、白宫幕僚长约翰·F·凯利、副幕僚长兼联络主任比尔·希、新闻秘书莎拉·桑德斯、特勤局及其局长兰多夫·阿莱斯和一名未具名的特勤局特工，上述所有人担任政府官员。诉讼还要求白宫解除对阿科斯塔的临时限制。桑德斯表示CNN“哗众取宠”，扬言会全力应对。
2018年11月16日，位于华盛顿的联邦地区法院法官蒂莫西·凯利就CNN起诉美国总统特朗普及白宫官员一案做出初步裁决，要求白宫暂时恢复阿科斯塔的白宫采访证。

## 私生活
2017年，阿科斯塔和结婚24年的注册护士莎朗·莫布利·斯托（Sharon Mobley Stow）离婚，两人育有两个孩子。